# Richard Nugent
Richard L. Nugent (ur. w 1955 roku w Nowym Jorku) – amerykański astronom, szeroko zajmuje się popularyzowaniem astronomii m.in. w Internecie.

## Życiorys
Ukończył astronomię na Uniwersytecie Południowej Florydy w 1979. Pracował w Centrum Kosmicznym NASA w Houston. Interesuje się głównie astronomią pozycyjną, czyli precyzyjnym ustalaniem współrzędnych, odległości i ruchów obiektów niebieskich. Jest autorem wielu prac naukowych, publikował w profesjonalnych magazynach. Jedną z jego ostatnich znanych prac jest The Nature of the Double Star M40 z 2002 roku.